# La dama del armiño (pel·lícula)
La dama del armiño és una pel·lícula espanyola dirigida en 1947 per Eusebio Fernández Ardavín i basada en l'obra de teatre del mateix títol de Luis Fernández Ardavín, protagonitzada per Jorge Mistral i Lina Yegros.

## Sinopsi
Un jove orfe jueu (Samuel) s'enamora durant la processó del Corpus a Toledo d'una dama que porta un ermini, que resulta ser Catalina, filla i model del pintor El Greco. Samuel és denunciat a la Inquisició, però tot i que és amagat per Catalina s'ha d'entregar per salvar el seu pare.

## Repartiment
- Jorge Mistral - Samuel
- Lina Yegros - Catalina
- José Prada - El Greco
- Alicia Palacios - Jarifa
- Eduardo Fajardo - Don Luis Tristán

## Premis
Tercera edició de les Medalles del Cercle d'Escriptors Cinematogràfics
| Categoria         | Nominats         | Resultat   |
| ----------------- | ---------------- | ---------- |
| Millor fotografia | Manuel Berenguer | Guanyadora |